# Bovichtus variegatus
Espèce
Bovichtus variegatus est une espèce de poissons de la famille des Bovichthyidae que l'on trouve sur les côtes de Nouvelle-Zélande.

## Référence
- Fishbase (en français)